# Gottikere
Gottikere é uma cidade no distrito de Bangalore, no estado indiano de Karnataka.

## Demografia
Segundo o censo de 2001, Gottikere tinha uma população de 11 149 habitantes. Os indivíduos do sexo masculino constituem 54% da população e os do sexo feminino 46%. Gottikere tem uma taxa de literacia de 70%, superior à média nacional de 59,5%: a literacia no sexo masculino é de 75% e no sexo feminino é de 63%. Em Gottikere, 12% da população está abaixo dos 6 anos de idade.